# Médaille Sir John Kennedy
La médaille Sir John Kennedy est remise par l'Institut canadien des ingénieurs. Elle est décernée en reconnaissance de services remarquables rendus à la profession, ou de contributions importantes au domaine de l’ingénierie ou au profit de l’Institut.  
Cette médaille est normalement décernée tous les deux ans.   

## Lauréats
- 1928 - Rueben Leonard
- 1930 - George Duggan
- 1933 - Alexander Grant
- 1934 - Robert A. Ross[2]
- 1935 - A. H. Harkness
- 1936 - John Sullivan
- 1938 - John S. Dennis
- 1940 - A.G.L. Mcnaughton
- 1943 - Chalmers Mackenzie (en)
- 1945 - John MR Fairbairn
- 1946 - L. A. Campbell
- 1948 - Thomas Hogg
- 1950 - Clarence Young
- 1952 - James A. Vance
- 1954 - John Stirling (en)
- 1956 - Richard Hearn (en)
- 1958 - Richard Heartz
- 1960 - Hubert Sills
- 1962 - Albert Décary
- 1964 - Guy Ballard
- 1968 - Alphonse Ouimet
- 1971 - Mervyn Hambley
- 1973 - Georges Chenevert
- 1975 - Jean-Paul Carrière
- 1977 - John Dinsmore
- 1977 - Robert Legget (en)
- 1977 - Léopold Nadeau
- 1979 - Robert Fletcher Shaw (en)
- 1982 - Ian Gray
- 1983 - James Ham (en)
- 1985 - Camille Dagenais
- 1987 - George Govier
- 1989 - Bernard Lamarre
- 1991 - Russell Allison
- 1993 - Guy Saint-Pierre[3]
- 1995 - Douglas Wright (en)
- 1997 - Rémy Dussault
- 1997 - Benjamin Torchinsky
- 1999 - J. James Kinley
- 2001 - Alan Davenport (en)
- 2003 - Norbert Morgenstern (de)
- 2005 - Victor Milligan
- 2006 - Andrew Hastie Wilson
- 2007 - Wallace Stanley Read
- 2009 - John Douglas Mollard
- 2011 - Gordon Slemon (en)
- 2012 - Kerry Rowe
- 2013 - Andrew Goldenberg
- 2015 - Jon Hubert Jennekens
- 2017 - Cristina Amon (en)
- 2019 - Suzanne Lacasse (en)[4]